# Emilio Antonio Dublanc
Emilio Antonio Dublanc (* 15. Juli 1911 in La Plata; † 7. September 1990 in Rosario) war ein argentinischer Komponist.

## Leben und Werk
Emilio Antonio Dublanc studierte bei Constantino Gaito, José Gil, Ricardo Rodríguez und Athos Palma.
1941 bis 1959 wirkte er als Professor für Musiktheorie an der Escuela Superior de Música der Universidad Nacional de Cuvo in Mendoza. Dort wurde er 1959 zum stellvertretenden Direktor ernannt. Seit 1960 lehrte er Komposition an der Hochschule für Musik der Universidad Nacional del Litoral in Santa Fé. 1964 wurde ihm die Leitung des Instituto Superior de Música dieser Universität übertragen.
Dublanc schrieb Orchesterwerke wie die Symphonie op. 21 (1956), Kammermusik wie die zwei Streichquartette op. 8 und op. 11, die Elegie für Streichtrio op. 19, Klavierstücke, Chorwerke und zahlreiche Lieder.